# Simen Juklerød
Simen Juklerød, né le 18 mai 1994 à Bærum en Norvège, est un footballeur norvégien qui joue au poste d'arrière gauche ou de milieu gauche au Saint-Trond VV.

## Biographie
Avec le club de Vålerenga, il inscrit huit buts en première division norvégienne.

## Statistiques
| Saison                | Club                  | Championnat           | Championnat | Championnat | Coupe(s) nationale(s) | Coupe(s) nationale(s) | Compétition(s) continentale(s) | Compétition(s) continentale(s) | Compétition(s) continentale(s) | Total | Total |
| Saison                | Club                  | Division              | M.          | B.          | M.                    | B.                    | Comp.                          | M.                             | B.                             | M.    | B.    |
| 2014                  | Bærum SK              | OBOS-ligaen           | 26          | 0           | 2                     | 0                     | -                              | 0                              | 0                              | 28    | 0     |
| 2015                  | Bærum SK              | OBOS-ligaen           | 26          | 4           | 2                     | 0                     | -                              | 0                              | 0                              | 28    | 4     |
| Sous-total            | Sous-total            | Sous-total            | 52          | 4           | 4                     | 0                     | -                              | 0                              | 0                              | 56    | 4     |
| 2016                  | Vålerenga Fotball     | Eliteserien           | 19          | 3           | 4                     | 1                     | -                              | 0                              | 0                              | 23    | 4     |
| 2017                  | Vålerenga Fotball     | Eliteserien           | 21          | 5           | 4                     | 0                     | -                              | 0                              | 0                              | 25    | 5     |
| 2018                  | Vålerenga Fotball     | Eliteserien           | 11          | 0           | 3                     | 0                     | -                              | 0                              | 0                              | 14    | 0     |
| Sous-total            | Sous-total            | Sous-total            | 51          | 8           | 11                    | 1                     | -                              | 0                              | 0                              | 62    | 9     |
| 2018-2019             | Royal Antwerp FC      | Division 1A           | 1           | 0           | 0                     | 0                     | -                              | 0                              | 0                              | 1     | 0     |
| Sous-total            | Sous-total            | Sous-total            | 1           | 0           | 0                     | 0                     | -                              | 0                              | 0                              | 1     | 0     |
| Total sur la carrière | Total sur la carrière | Total sur la carrière | 104         | 12          | 15                    | 1                     | -                              | 0                              | 0                              | 119   | 13    |

## Palmarès
- Royal Antwerp Football Club
  - Coupe de Belgique
    - Vainqueur :  2020